# NGC 7351
NGC 7351 је лентикуларна галаксија у сазвежђу Водолија која се налази на NGC листи објеката дубоког неба.
Деклинација објекта је - 4° 26' 39" а ректасцензија 22h 41m 26,9s. Привидна величина (магнитуда) објекта NGC 7351 износи 12,9 а фотографска магнитуда 13,9. NGC 7351 је још познат и под ознакама MCG -1-57-22, PGC 69489.